# Sugimura Jihei
En aquest nom japonès, el cognom és Sugimura.

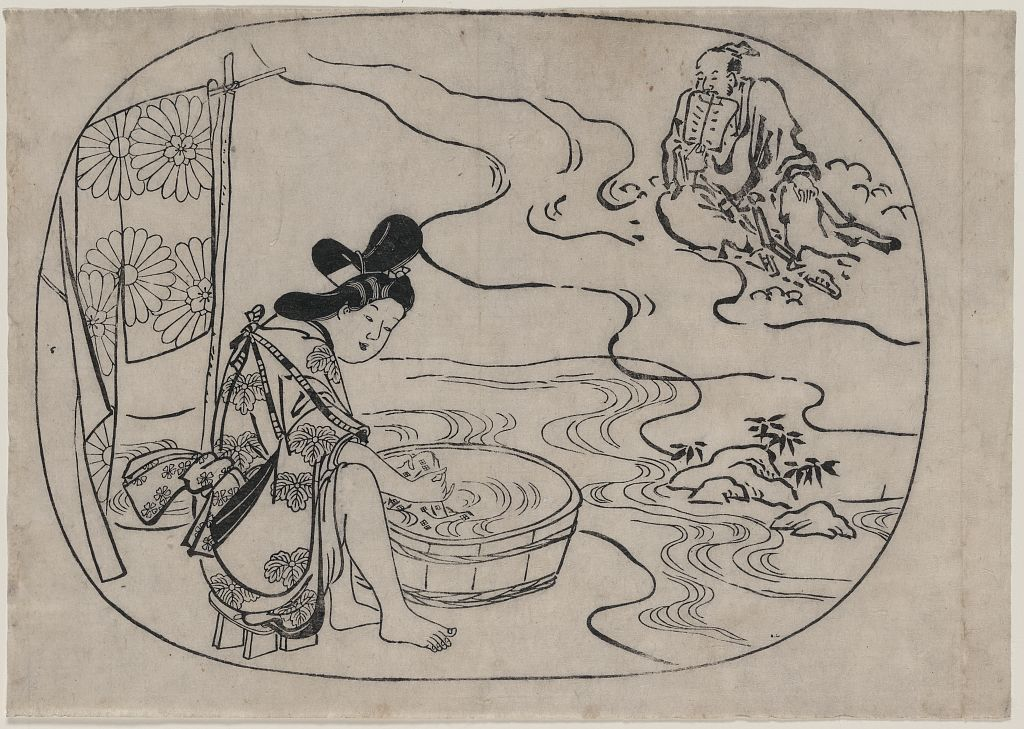
"El savi taoista Kume" (Kume no sennin), un gravat ukiyo-e de finals del atribuït a Sugimura Jihei, on Kume l'immortal espia a una jove que està rentant la roba.

Sugimura Jihei (杉村治平) va ser un gravador japonès de l'estil ukiyo-e que va florir aproximadament entre el 1681 i el 1703. Seguidor d'Hishikawa Moronobu, Sugimura va il·lustrar com a mínim 70 llibres, i va crear una certa quantitat de gravats de mida gran junt amb molts altres de mides i formats més normals.
A jutjar pels treballs seus que existeixen, sembla que Sugimura, que (a diferència de la majoria d'artistes d'ukiyo-e) preferia fer servir el seu cognom que el seu nom de fonts, es va especialitzar en els shunga, o gravats eròtics. Alguns estudiosos jutgen que el seu exuberant i decoratiu estil personal és fins i tot més eròtic que el d'Hishikawa Moronobu. Sugimura sovint amagava la seva signatura en els plecs de la roba de les dones.